# Exacum divaricatum
Exacum divaricatum är en gentianaväxtart. Exacum divaricatum ingår i släktet Exacum och familjen gentianaväxter.

## Underarter
Arten delas in i följande underarter:
- E. d. divaricatum
- E. d. latifolium